# Priscilla Hon
Priscilla Hon, née le 10 mai 1998 à Brisbane, est une joueuse de tennis australienne, professionnelle depuis 2014.

## Carrière
Priscilla Hon est championne d'Océanie junior en 2013.
Vainqueur de ses premiers tournois ITF en Australie en 2015, elle remporte son titre le plus important à Bendigo en 2018.
Elle fait ses débuts sur le circuit WTA en 2017 avec un quart de finale à Séoul.
En février 2019, sélectionnée pour la première fois en équipe d'Australie de Fed Cup en tant que 4e joueuse australienne, Priscilla Hon remporte le double décisif face aux Américaines, associée à Ashleigh Barty, envoyant ainsi son équipe en demi-finale. En mai, invitée à disputer le simple dames des Internationaux de France, elle bat la Hongroise Tímea Babos au premier tour avant de s'incliner en trois manches contre Madison Keys.
En janvier 2022, après avoir battu la Tchèque Petra Kvitová (alors Top20) au tournoi d'Adélaïde, elle se voit accorder une wild-card pour l'Open d'Australie.
Début janvier 2025, elle parvient en finale de l'épreuve de double du tournoi de Brisbane associée à la Russe Anna Kalinskaya.

### Titre en double dames
Aucun.

### Finale en double dames
| No | Date       | Nom et lieu du tournoi                  | Catégorie | Dotation    | Surface    | Vainqueures                   | Partenaire      | Score     |          |
| -- | ---------- | --------------------------------------- | --------- | ----------- | ---------- | ----------------------------- | --------------- | --------- | -------- |
| 1  | 29-12-2024 | Brisbane International by Evie Brisbane | WTA 500   | 1 520 600 $ | Dur (ext.) | Mirra Andreeva Diana Shnaider | Anna Kalinskaya | 7-66, 7-5 | Parcours |

## Parcours en Grand Chelem

### En simple dames
| Année | Open d'Australie | Open d'Australie    | Internationaux de France | Internationaux de France | Wimbledon       | Wimbledon             | US Open         | US Open                |
| ----- | ---------------- | ------------------- | ------------------------ | ------------------------ | --------------- | --------------------- | --------------- | ---------------------- |
| 2016  | 1er tour (1/64)  | Annika Beck         | —                        | —                        | —               | —                     | —               | —                      |
|       |                  |                     |                          |                          |                 |                       |                 |                        |
| 2018  | Q3               | Irina Falconi       | Q1                       | Deborah Chiesa           | Q2              | Jamie Loeb            | Q1              | Kathinka von Deichmann |
| 2019  | 1er tour (1/64)  | Astra Sharma        | 2e tour (1/32)           | Madison Keys             | Q2              | Caty McNally          | 1er tour (1/64) | Margarita Gasparyan    |
| 2020  | 2e tour (1/32)   | Angelique Kerber    | —                        | —                        | Annulé          | Annulé                | —               | —                      |
| 2021  | —                | —                   | Q1                       | Francesca Di Lorenzo     | Q3              | Anna Kalinskaya       | —               | —                      |
| 2022  | 1er tour (1/64)  | Markéta Vondroušová | Q2                       | Anastasia Gasanova       | Q3              | Zoe Hives             | Q2              | Sára Bejlek            |
| 2023  | Q2               | Katherine Sebov     | Q1                       | Alice Robbe              | Q2              | Lucrezia Stefanini    | Q2              | Himeno Sakatsume       |
| 2024  | Q3               | Maria Timofeeva     | Q2                       | Panna Udvardy            | Q1              | Linda Fruhvirtová     | 1er tour (1/64) | Aryna Sabalenka        |
| 2025  | Q2               | Kimberly Birrell    | Q1                       | Jana Fett                | 1er tour (1/64) | Ekaterina Alexandrova |                 |                        |

N.B. : à droite du résultat se trouve le nom de l'ultime adversaire.

### En double dames
| Année | Open d'Australie                                                                           | Open d'Australie | Internationaux de France | Internationaux de France | Wimbledon | Wimbledon | US Open | US Open |
| ----- | ------------------------------------------------------------------------------------------ | ---------------- | ------------------------ | ------------------------ | --------- | --------- | ------- | ------- |
| 2015  | 1er tour (1/32) K. Birrell \|\| style="text-align:left;" \| R. Kops-Jones A. Spears        | —                | —                        | —                        | —         | —         | —       |         |
| 2016  | 1er tour (1/32) K. Birrell \|\| style="text-align:left;" \| L. Kichenok N. Kichenok        | —                | —                        | —                        | —         | —         | —       |         |
| 2017  | 1er tour (1/32) K. Birrell \|\| style="text-align:left;" \| S. Stosur Z. Shuai             | —                | —                        | —                        | —         | —         | —       |         |
| 2018  | 1er tour (1/32) A. Tomljanović \|\| style="text-align:left;" \| B. Krejčíková K. Siniaková | —                | —                        | —                        | —         | —         | —       |         |
| 2019  | 1er tour (1/32) K. Birrell \|\| style="text-align:left;" \| H. Dart A. Kontaveit           | —                | —                        | —                        | —         | —         | —       |         |
| 2020  | 1er tour (1/32) S. Sanders \|\| style="text-align:left;" \| A. Muhammad S. Santamaria      | —                | —                        | —                        | —         | —         | —       |         |
|       |                                                                                            |                  |                          |                          |           |           |         |         |
| 2022  | 2e tour (1/16) L. Cabrera \|\| style="text-align:left;" \| S. Aoyama E. Shibahara          | —                | —                        | —                        | —         | —         | —       |         |
| 2023  | 2e tour (1/16) O. Gadecki \|\| style="text-align:left;" \| D. Krawczyk D. Schuurs          | —                | —                        | —                        | —         | —         | —       |         |
| 2024  | 1er tour (1/32) T. Gibson \|\| style="text-align:left;" \| L. Nosková Wang X.              | —                | —                        | —                        | —         | —         | —       |         |
| 2025  | 1er tour (1/32) D. Saville \|\| style="text-align:left;" \| S. Errani J. Paolini           | —                | —                        | —                        | —         | —         | —       |         |

N.B. : le nom de la partenaire se trouve sous le résultat ; les noms des ultimes adversaires se trouvent à droite.

### En double mixte
| Année | Open d'Australie                                                                   | Open d'Australie | Internationaux de France | Internationaux de France | Wimbledon | Wimbledon | US Open | US Open |
| ----- | ---------------------------------------------------------------------------------- | ---------------- | ------------------------ | ------------------------ | --------- | --------- | ------- | ------- |
| 2024  | 1er tour (1/16) A. Walton \|\| style="text-align:left;" \| G. Dabrowski N. Lammons | —                | —                        | —                        | —         | —         | —       |         |
| 2025  | 2e tour (1/8) A. Bolt \|\| style="text-align:left;" \| E. Perez K. Krawietz        | —                | —                        | —                        | —         | —         | —       |         |

N.B. : le nom du partenaire se trouve sous le résultat ; les noms des ultimes adversaires se trouvent à droite.

## Parcours en «Premier Mandatory» et «Premier 5»
Découlant d'une réforme du circuit WTA inaugurée en 2009, les tournois WTA « Premier Mandatory » et « Premier 5 » constituent les catégories d'épreuves les plus prestigieuses, après les quatre levées du Grand Chelem.

### En simple dames
| Année |       |                                |                |                                  |        |        |            |        |             |        |  |        |
| Doha  | Dubaï | Indian Wells                   | Miami          | Madrid                           | Rome   | Canada | Cincinnati | Pékin  |             | Wuhan  |  |        |
| Doha  | Dubaï | Indian Wells                   | Miami          | Madrid                           | Rome   | Canada | Cincinnati | Pékin  | Guadalajara |        |  |        |
| Doha  | Dubaï | Indian Wells                   | Miami          | Madrid                           | Rome   | Canada | Cincinnati | Pékin  |             |        |  |        |
| 2019  |       | Hors catégorie                 |                | 1er tour (1/64) N. Vikhlyantseva |        |        |            |        |             |        |  |        |
| 2020  |       | 1er tour (1/32) A. Tomljanović | Hors catégorie | Annulé                           | Annulé | Annulé |            | Annulé |             | Annulé |  | Annulé |

Sous le résultat, l’ultime adversaire.
1. 1 2   Les tournois de Doha et Dubaï alternent le statut de tournoi WTA 1000 (ex Premier 5) entre 2009 et 2023 : les trois premières éditions ont lieu à Dubaï, les trois suivantes à Doha, puis Dubaï accueille le tournoi de cette catégorie les années impaires et Dubaï les années paires. De 2011 à 2023, la ville qui n’accueille pas de WTA 1000 organise à la place un tournoi WTA 500 (ex Premier).
2. 1 2 3 4 5 6 7   L’ordre de déroulement des tournois a évolué depuis 2009 : Rome se dispute avant Madrid et Cincinnati avant Montréal/Toronto jusqu’en 2010, tandis que Tokyo/Wuhan/Guadalajara ont lieu avant Pékin jusqu’en 2023.
3. 1 2 3 4 5 6  Du fait de la pandémie de Covid-19, les tournois d’Indian Wells, de Miami, de Madrid, du Canada, de Wuhan et de Pékin sont annulés en 2020. Ces deux derniers le sont également en 2021. Pour des raisons d’organisation, le tournoi de Cincinnati 2020 a exceptionnellement lieu à Flushing Meadows à New York.

## Classements WTA en fin de saison
| Année          | 2013 | 2014 | 2015 | 2016 | 2017 | 2018 | 2019 | 2020 | 2021 | 2022 | 2023 | 2024 |
| Rang en simple | 948  | 772  | 346  | 535  | 227  | 158  | 126  | 147  | 256  | 151  | 210  | 193  |
| Rang en double | 833  | 601  | 325  | 532  | 122  | 110  | 641  | 897  | 550  | 340  | 208  | 376  |

Source : (en) Classements de Priscilla Hon sur le site officiel de la Fédération internationale de tennis